# Голетиани, Русудан
Русудан Голетиани (груз. რუსუდან გოლეთიანი, англ. Rusudan Goletiani; род. 8 сентября 1980, Сухуми) — американская, ранее грузинская, шахматистка, гроссмейстер среди женщин (1999), международный мастер среди мужчин (2009).

## Биография
В 1990 году победила на чемпионате СССР по шахматам среди девушек в возрастной группе U12. Побеждала на чемпионате Грузии по шахматам среди девушек в возрастной группе U14. Многократно представляла Грузию на юношеских чемпионатах Европы и мира по шахматам в различных возрастных группах, в которых завоевала три золотые (на юношеских чемпионатах мира: U14 - 1994, U16 - 1995, U18 - 1997) и серебряную (на юношеском чемпионате Европы в 1998 году в группе U20) медаль.
Участвовала в женских чемпионатах мира по шахматам по системе с выбиванием:
- в 2000 году в Нью-Дели в первом туре проиграла Нане Иоселиани[2];
- в 2004 году в Элисте в первом туре проиграла Корине Пептан[3];

В 2003 году в Сан-Кристобале победила на континентальном чемпионате Америки по шахматам среди женщин, а в 2005 году в этом турнире заняла второе место. На чемпионатах США по шахматам среди женщин завоевала три медали: золото (2005), серебро (2006) и бронзу (2012).
Представляла сборную США на крупнейших командных турнирах по шахматам:
- в шахматных олимпиадах участвовала три раза (2006—2008, 2012). В командном зачете завоевала бронзовую (2008) медаль. В индивидуальном зачете завоевала серебряную (2008) медаль;
- в женском командном чемпионате мира по шахматам участвовала в 2009 году.